# Геологічна платформа

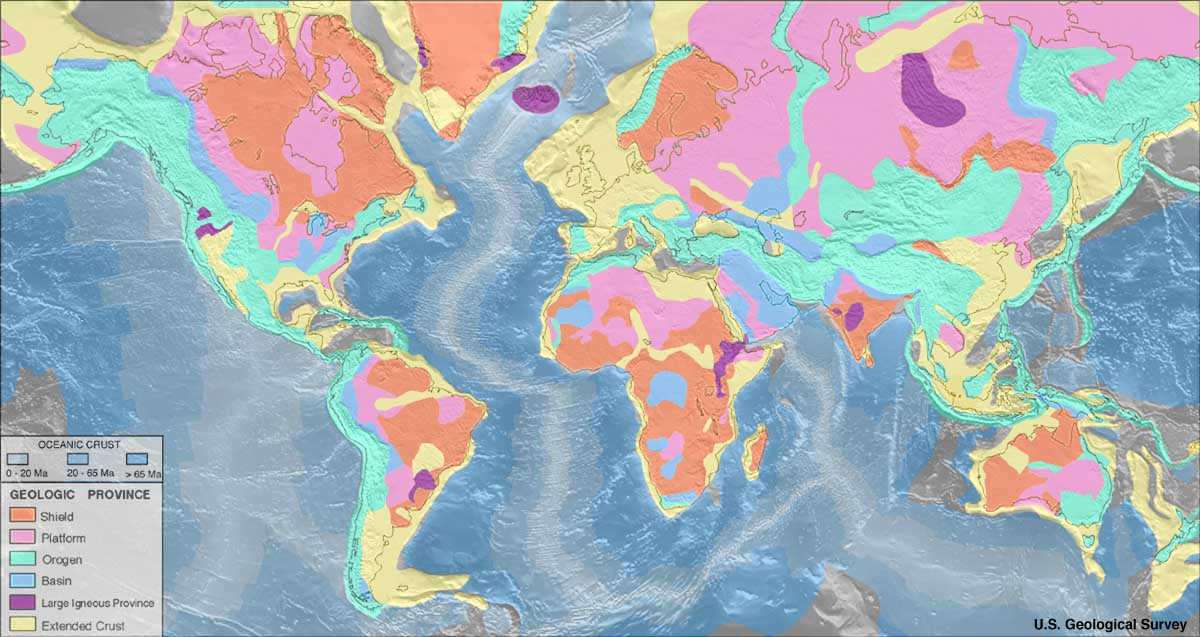
Геологічні провінції світу
за даними Геологічної служби США (USGS)

| Континентальна кора Кристалічні щити Плити Складчасті пояси Осадові басейни Трапові формації Перехідні зони | Океанічна кора Вік: 0–20 млн років 20–65 млн років >65 млн років |

Геологі́чна платфо́рма — ділянка земної кори з відносно малою інтенсивністю тектонічних рухів і магматичних проявів.

## Будова
Геологічна платформа має двоярусну будову:
- Чохол — представлений товщею горизонтально- і пологозалягаючих шарів осадових порід;
- Фундамент — складається з інтенсивно деформованих кристалічних і метаморфічних гірських порід.

## Класифікація
Ділянки платформи, де на денну поверхню виходять породи кристалічного фундаменту, називають щитами, а ділянки з глибоко зануреним фундаментом — плитами.
Вік платформи визначають за часом консолідації кристалічного фундаменту. Наприклад, докембрійська, герцинська, епібайкальська.
За віком усі платформи поділяють на:
- Древні — з докембрійським кристалічним фундаментом
  - Західноєвропейська, Східноєвропейська, Північноафриканська
- Молоді — з фанерозойським метаморфо-кристалічним фундаментом
  - Західносибірська, Північноказахська

## Різновиди
- Активізована платформа (рос. активизированная платформа; англ. activated platform; нім. aktivierte Tafel f) — платформа або її частина, яка після тривалого часу стабільного платформного розвитку набула високої рухливості, як правило з утворенням гірського рельєфу (наприклад, Тянь-Шань, Джунгарський Алатау, Алтай, Саяни, Забайкалля і т. д.).
- Молода платформа (рос. молодая платформа; англ. young platform; нім. Jungtafel f, Quasikraton m) — платформа, вік складчастого фундаменту якої пізньокембрійський, палеозойський або мезозойський. Наприклад, рівнинні території Західного Сибіру, Північного Казахстану, Передкавказзя та ін.

## Інтернет-ресурси
- ОДНА З НАЙДРЕВНІШИХ ДІЛЯНОК ЗЕМНОЇ КОРИ